# الغواصة الألمانية يو-928
غواصة يو-928 غواصة يو بوت ألمانية من  بنيت لسلاح بحرية ألمانيا النازية كريغسمارينه، في أحواض نبتون ويرفت خلال الحرب العالمية الثانية.